# Шереметев, Василий Алексеевич
Васи́лий Алексе́евич Шереме́тев (2 февраля 1834—5 ноября 1884) — общественный деятель, рузский уездный и московский губернский предводитель дворянства. Гвардии полковник, действительный статский советник из нетитулованной линии рода Шереметевых.

## Биография
Старший сын члена «Союза Благоденствия» Алексея Васильевича Шереметева и Екатерины Сергеевны, урождённой Шереметевой.
13 августа 1853 года произведён из эстандарт-юнкеров корнетом в Кавалергардский полк, с 1857 года — поручик. С 21 июля 1858 года находился в бессрочном отпуске. Штабс-ротмистр (1859), ротмистр (1861). 7 апреля 1863 года уволен в отставку полковником. Служивший в этом же полку кузен Шереметева, граф С. Д. Шереметев, позднее вспоминал: «Меня он (Гревс) принял как родного, не столько ради покровительства дяди, сколько по родству моему с Василием Алексеевичем Шереметевым, которого Гревс горячо любил как одного из ближайших ему товарищей. Одно слово „Вася“ производило на Гревса магическое впечатление. Любил он вспоминать общую с ним молодость, и сумрачное строгое лицо его тогда светлело.»

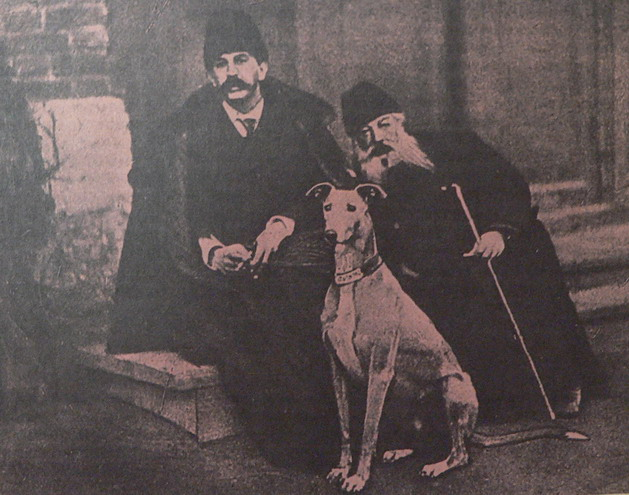
В. А. Шереметев и граф В. Гудович с английской борзой Мальчиком

В 1859 году Шереметев был избран депутатом Рузского уезда. С 1862 по 1872 годы состоял рузским уездным предводителем дворянства, с 1866 по 1875 годы — почётным мировым судьёй того же уезда, а также до 1872 года — председателем съезда. Его племянник, граф В. В. Мусин-Пушкин, писал в своих воспоминаниях: «Это был большой оригинал, даже чудак, звавший в рассеянности всех мужчин „матушкой“, а женщин „батюшкой“, но вечный и общий миротворец. Похлопывая по плечу тогдашнего „хозяина Москвы“ пышного и чванного князя Долгорукова и называя его „матушкой“, он в пять минут устранял разные, немудреные тогдашние конфликты между администрацией и дворянством или земством. Точно так же на крыльце или в кабинете покровского дома кончалась миром добрая половина уездных дрязг и тяжб, подведомственных тогда мировым судьям.» С 1875 по 1884 годы Шереметев вновь избирался уездным предводителем. В 1872, 1875 и 1878 годы — вторым кандидатом в губернские предводители. 16 января 1884 года утверждён первым кандидатом на эту должность.
В 1867 году Василий Шереметев был пожалован в камергеры и переименован в надворные советники, с 1869 года — коллежский советник, в 1874 году пожалован в должность егермейстера, в 1883 году произведён в действительные статские советники.
Одним из увлечений Василия Алексеевича была псовая охота: «Его барственная, красивая фигура была особенно живописна верхом со сворой или в кресле в халате, в неразлучной лиловой бархатной скуфье.» Принадлежавшие ему борзые, неоднократно выигрывали разные состязания. В 1874 году Шереметев стал организатором первой выставки охотничьих собак в Москве на Манеже, где лично возглавлял комиссию по экспертизе борзых. В 1878 году принимал активное участие в основании Московского Императорского общества размножения охотничьих и промысловых животных и правильной охоты, в котором занял пост первого вице-президента. С 1879 года состоял членом «Московского общества охоты имени Александра II», с 1883 назначен почётным членом этого общества, был одним из учредителей Благотворительного фонда для финансовой поддержки сотрудников общества. В 1885 году Императорское общество учредило приз в его честь
Во время русско-турецкой войны Шереметев состоял уполномоченным санитарного отряда, организованного Московским дворянством в Кобулетском отряде. Отряд был направлен в Закавказье и расположился на Сурамском перевале.
Василий Алексеевич Шереметев скоропостижно скончался 5 ноября 1884 года и был погребён в московском Новодевичьем монастыре.
По мнению В. В. Мусина-Пушкина, его дядя, которого все «обожали» и к которому относились «с почти сыновей почтительностью», был «человек небольшого ума и образования всю жизнь поступал и говорил умно и не ошибался, руководствуясь во всех своих поступках исключительно безошибочным разумом своего сердца». На чрезвычайном собрании 7 ноября 1885 года генерал-губернатор В. А. Долгоруков отозвался о Шереметеве, как об одном «из достойнейших членов вашего сословия, одном из благороднейших и преданнейших Государю и Отечеству граждан.»

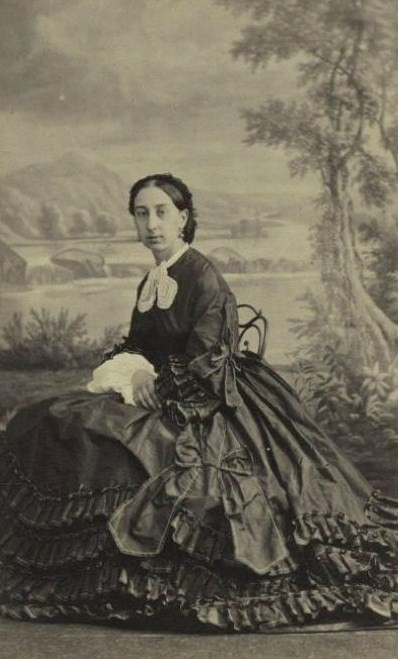
Наталья Афанасьевна

## Брак
Во второй половине июля 1862 года в Москве Василий Алексеевич венчался с Натальей Афанасьевной Столыпиной (1834—1905), дочерью Афанасия Алексеевича Столыпина (1788—1864) от брака с Марией Александровной Устиновой (1812—1876) и двоюродной тёткой М. Ю. Лермонтова и П. А. Столыпина.
Брак был удачным, по словам графа В. В. Мусина-Пушкина «супруги обожали друг друга и почти не расставались», но бездетным.

## Награды
- орден Святого Владимира 3 степени;
- орден святой Анны 2 степени с мечами;
- орден Святого Станислава 2 степени;
- японский орден Восходящего солнца;
- медаль «В память войны 1853—1856»
- знак отличия в память успешного введения в действие положения 19 февраля 1861 года о крестьянах, вышедших из крепостной зависимости.